# 산내중학교 (전북)
산내중학교(山內中學校)는 대한민국 전북특별자치도 남원시 산내면 대정리에 있는 공립 중학교이다.

## 학교 연혁
- 1952년 9월 1일 : 전라공업기술학교 개교
- 1966년 12월 13일 : 전라공업기술학교 인수
- 1967년 3월 1일 : 산내중학교 개교
- 1967년 3월 7일 : 산내중학교 이전
- 2009년 8월 27일 : 자율학교 지정
- 2013년 9월 1일 : 자율학교(농어촌형) 재지정(~2018.08.31.)
- 2018년 3월 2일 : 4학급 편성(특수 1학급 포함)
- 2023년 3월 1일 : 제22대 우창숙 교장 취임
- 2023년 12월 29일 : 제70회 15명 졸업 (졸업누계 3,255명)

## 참고 자료
- 산내중학교 - 한국교육학술정보원 학교알리미